# Glubokoje
Glubokoje (kasachisch und russisch Глубокое) ist eine Siedlung städtischen Typs im Osten Kasachstans und das administrative Zentrum des gleichnamigen Kreises mit 10.629 Einwohnern  (Stand: 1. Januar 2025).
Die Ortschaft wurde im Jahre 1779 gegründet und liegt im Gebiet Ostkasachstan am rechten Ufer des Irtysch 23 km nordwestlich der Gebietshauptstadt Öskemen und 15 km nordwestlich vom Flughafen Öskemen. In der Ortschaft gibt es einen Flusshafen, eine Kupferhütte und eine Textilfabrik.

## Bevölkerung
Bei der Volkszählung 1999 hatte Glubokoje 10.527 Einwohner. Die Volkszählung 2009 ergab für den Ort eine Einwohnerzahl von 9.652. Bei der letzten Volkszählung 2021 lebten 10.677 Menschen in Glubokoje. Die Fortschreibung der Bevölkerungszahl ergab zum 1. Januar 2025 eine Einwohnerzahl von 10.629.
| Einwohnerentwicklung               | Einwohnerentwicklung | Einwohnerentwicklung | Einwohnerentwicklung | Einwohnerentwicklung | Einwohnerentwicklung | Einwohnerentwicklung | Einwohnerentwicklung |
| 1939                               | 1959                 | 1970                 | 1979                 | 1989                 | 1999                 | 2009                 | 2021                 |
| ---------------------------------- | -------------------- | -------------------- | -------------------- | -------------------- | -------------------- | -------------------- | -------------------- |
| 11.096                             | 14.301               | 12.274               | 11.705               | 12.553               | 10.527               | 9.652                | 10.677               |
| Anmerkung: Volkszählungsergebnisse |                      |                      |                      |                      |                      |                      |                      |